# Estúdio de televisão

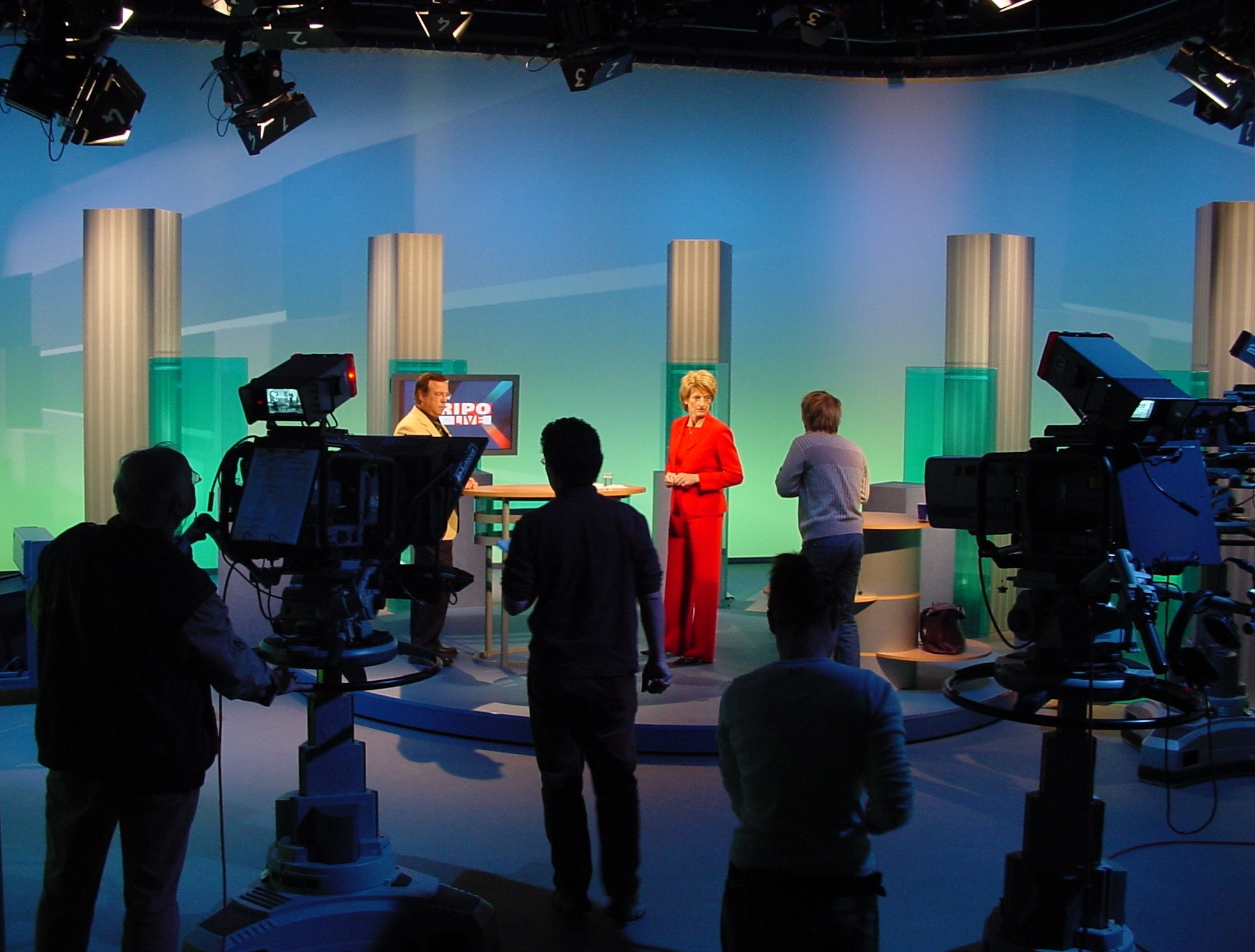
Um estúdio de televisão durante a produção de Kripo Live no Estúdio 1 do Mitteldeutscher Rundfunk (MDR)

Um estúdio de televisão, também chamado de estúdio de produção de televisão, é uma sala de instalação na qual ocorrem produções de vídeo, seja para a produção de televisão ao vivo e sua gravação em fita de vídeo ou outra mídia, como SSDs, seja para a aquisição de material bruto para pós-produção. O design de um estúdio é semelhante e derivado dos estúdios de cinema, com algumas alterações para os requisitos especiais da produção de televisão. Um estúdio de televisão profissional geralmente tem várias salas, que são mantidas separadas por razões de ruído e praticidade. Essas salas são conectadas via 'talkback' ou um intercomunicador e o pessoal será dividido entre esses locais de trabalho.

## Andar do estúdio

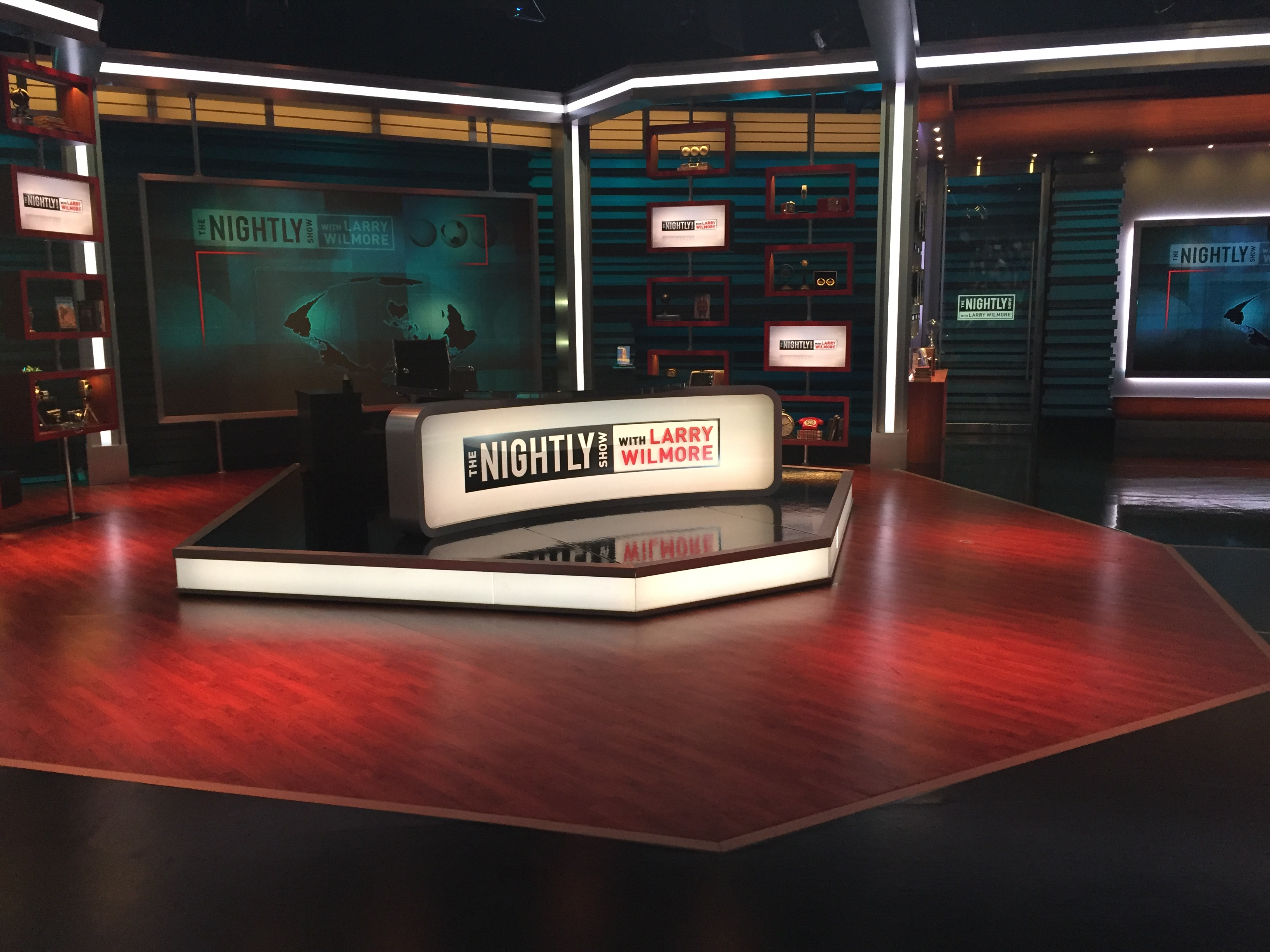
O set para The Nightly Show with Larry Wilmore em um estúdio em Hell's Kitchen, Manhattan

O piso do estúdio é o verdadeiro palco onde acontecem as ações que serão gravadas e visualizadas. Um andar de estúdio típico tem as seguintes características e instalações:
- decoração e/ou sets
- câmera de vídeo profissional (às vezes uma, geralmente várias), normalmente montada em pedestais
- microfones e alto-falantes dobráveis
- equipamentos de iluminação de palco e o console de controle de iluminação associado, embora muitas vezes esteja localizado na sala de controle de produção (PCR)
- vários monitores de vídeo para feedback visual do PCR
- um pequeno sistema de endereçamento público para comunicação
- uma janela de vidro entre o PCR e o piso do estúdio para contato visual direto é muitas vezes desejada, mas nem sempre possível

Enquanto uma produção está em andamento, as pessoas que compõem uma equipe de televisão trabalham no estúdio.
- os próprios apresentadores na tela e quaisquer convidados - os temas do programa de televisão.
- um gerente geral, que tem a responsabilidade geral do gerenciamento do palco da área do estúdio e que transmite o tempo e outras informações do diretor de televisão.
- um ou mais operadores de câmera que operam as câmeras, embora, em alguns casos, eles também possam ser operados a partir do PCR usando cabeças de câmera com zoom de inclinação e rotação (PTZ) robóticas controladas remotamente.
- possivelmente um operador de teleprompter, especialmente se for um noticiário de televisão ao vivo

## Sala de controle de produção

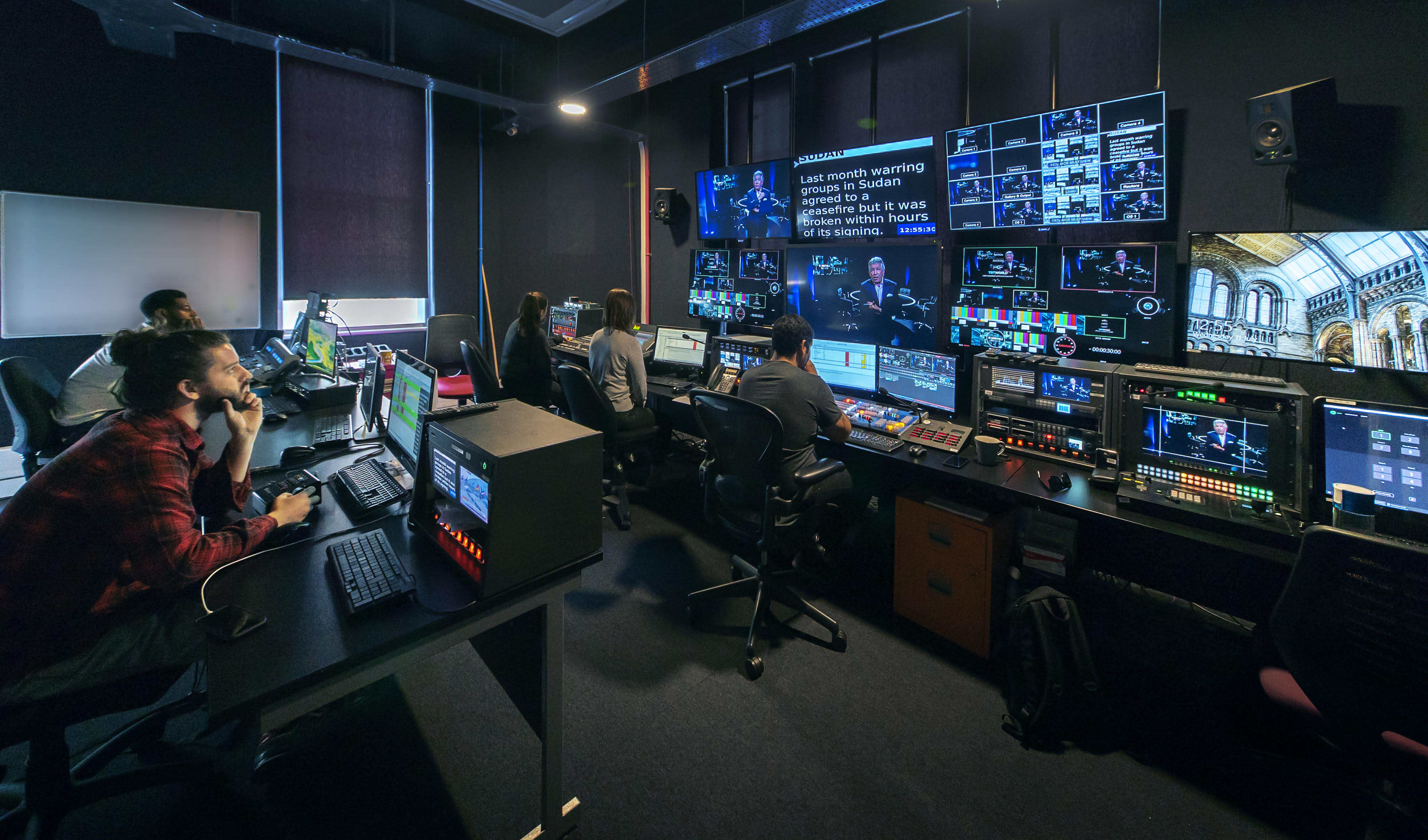
Uma sala de controle da galeria no Celebro Studios London

A sala de controle de produção é o local de um estúdio de televisão onde ocorre a composição do programa de saída. A sala de controle de produção é ocasionalmente também chamada de sala de controle de estúdio (SCR) ou "galeria" - o último nome vem da localização original do diretor em uma ponte esculpida que atravessa o primeiro estúdio da BBC no Alexandra Palace, que já foi referido como uma galeria de menestréis.
A grande maioria dos dispositivos em uma sala de controle de produção são interfaces para equipamentos montados em rack que estão localizados na Sala de Aparelhos Central (CAR).

## Sala de aparelhos central
A sala de aparelhos central (CAR) abriga equipamentos que são muito barulhentos ou muito quentes para serem localizados na sala de controle de produção (PCR). Ele também garante que o cabo coaxial, cabo SDI, cabo de fibra óptica ou outros comprimentos de fio e requisitos de instalação se mantenham dentro de comprimentos gerenciáveis, uma vez que a maior parte da fiação de alta qualidade passa apenas entre os dispositivos nesta sala. Isso pode incluir o circuito real e as conexões entre:
- gerador de caracteres (CG)
- unidades de controle da câmera (CCU)
- efeitos de vídeo digital (DVE)
- roteadores de vídeo
- servidores de vídeo
- mesa de corte (switcher de vídeo)
- gravadores de fita de vídeo
- paiéis de conexão

## Outras instalações

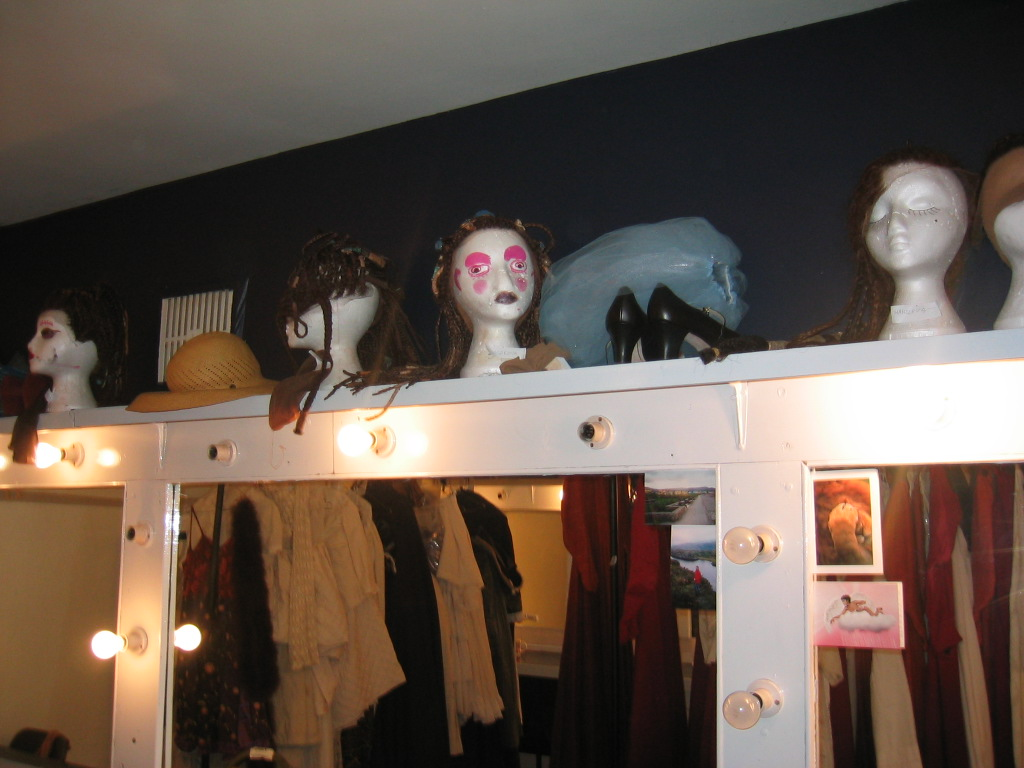
Uma sala de maquiagem no Theatre Royal em Wexford, Irlanda (outubro de 2002).

Um estúdio de televisão geralmente possui outras salas sem requisitos técnicos além de monitores de vídeo e monitores de estúdio para áudio. Entre eles estão:
- uma ou mais salas de maquiagem e vestiários
- uma área de recepção para a equipe, talentos e visitantes, comumente chamada de coxia
- uma área de manuseio de público